# Moonlight Densetsu
«Moonlight Densetsu» (яп. ムーンライト伝説, Mūnraito Densetsu, досл. укр. «Легенда про місячне сяйво») — пісня з відкриваючих титрів до аніме «Сейлор Мун» у виконанні гурту Dali. Оригінальна версія вийшла в Японії 21 березня 1992 як спліт-сингл під назвою «Moonlight Densetsu / Heart Moving» (яп. ムーンライト伝説/HEART MOVING). Пісню «Heart Moving» виконала Такамацу Міса.
Версія, записана Dali, слугувала опенінґом перших двох сезонів аніме. Для третього і четвертого сезону трек було перезаписано колективом Moon Lips.

## Сприйняття
Пісня «Moonlight Densetsu» стала хітом в Японії. У 1995 the оригінальний сингл 1992 року отримав Золотий сертифікат від RIAJ.

## Список композицій
Сингл 1992 (Columbia CODC-8995)
«Moonlight Densetsu / Heart Moving» (яп. ムーンライト伝説 / HEART MOVING) — спліт-сингл гурту Dali та співачки Такамацу Міси. Він вийшов в Японії 21 березня 1992.
1. «Moonlight Densetsu» (яп. ムーンライト伝説) — Dali
2. «Heart Moving» (яп. HEART MOVING) — Такамацу Міса (яп. 高松美砂絵)
3. «Moonlight Densetsu» (Original Karaoke)
4. «Heart Moving» (Original Karaoke)

## Інші версії та кавери
Для показу аніме «Сейлор Мун» у Північній Америці було зроблено адаптований переклад англійською мовою.
Японський ідол-гурт Momoiro Clover Z записав свою версію пісні до 20-ти річчя франшизи, яка увійшла в триб'ют-альбом 2014 року.